# Their Compact
Their Compact er en amerikansk stumfilm fra 1917 af Edwin Carewe.

## Medvirkende
- Francis X. Bushman som James Van Dyke Moore
- Beverly Bayne som Mollie Anderson
- Henry Mortimer som Robert Forrest
- Harry Northrup som Ace High Horton
- Mildred Adams som Verda Forrest